# 존 댕크워스
존 댕크워스 경(영어: Sir John Dankworth, CBE, 1927년 9월 20일 ~ 2010년 2월 6일)은 영국의 재즈 작곡가이자 색소폰 · 클라리넷 연주자이다.
1958년 클레오 레인와 결혼해 사망할 때까지 함께했다.

## 서훈
- 1974년 대영 제국 훈장 3등급(CBE) 수훈[1]
- 2006년 기사작위(Knight Bachelor) 서임[2]